# Jim Cleary
Pour les articles homonymes, voir Cleary.
James Cleary, plus connu sous le nom de Jim Cleary (né le 27 mai 1956 à Enniskillen en Irlande du Nord) est un footballeur international nord-irlandais, qui évoluait au poste de milieu de terrain.

## Biographie

### Carrière en club
James Cleary joue en faveur des clubs nord-irlandais de Portadown et de Glentoran.
Il remporte avec Glentoran deux championnats d'Irlande du Nord et cinq Coupes d'Irlande du Nord.
Il dispute six matchs en Coupe d'Europe des clubs champions (deux buts), sept en Coupe de l'UEFA, et sept en Coupe des coupes (un but).

### Carrière en sélection
James Cleary joue cinq matchs en équipe d'Irlande du Nord, sans inscrire de but, entre 1982 et 1984.
Il reçoit sa première sélection en équipe nationale le 28 avril 1982, contre l'Écosse, lors d'un match rentrant dans le cadre du British Home Championship (score : 1-1 à Belfast).
Il dispute ensuite un match contre la Turquie comptant pour les éliminatoires de l'Euro 1984 (défaite 1-0 à Ankara).
Il figure dans le groupe des sélectionnés lors de la Coupe du monde de 1982. Lors du mondial organisé en Espagne, il ne joue aucun match.

## Palmarès
| Portadown - Coupe d'Irlande du Nord : - Finaliste : 1978-79. |  | Glentoran \| - Championnat d'Irlande du Nord (2) : - Champion : 1980-81 et 1987-88. - Coupe d'Irlande du Nord (5) : - Vainqueur : 1982-83, 1984-85, 1985-86, 1986-87 et 1987-88. \| \| - Coupe de la Ligue d'Irlande du Nord (1) : - Vainqueur : 1988-89. \| |
| - Championnat d'Irlande du Nord (2) : - Champion : 1980-81 et 1987-88. - Coupe d'Irlande du Nord (5) : - Vainqueur : 1982-83, 1984-85, 1985-86, 1986-87 et 1987-88. |  | - Coupe de la Ligue d'Irlande du Nord (1) : - Vainqueur : 1988-89. |